# IEEE Transactions on Applied Superconductivity
IEEE Transactions on Applied Superconductivity  is een internationaal, aan collegiale toetsing onderworpen wetenschappelijk tijdschrift op het gebied van de supergeleiding. De naam wordt in literatuurverwijzingen meestal afgekort tot IEEE Trans. Appl. Supercond.(Print).
Het wordt uitgegeven door IEEE namens het IEEE Superconductivity Committee en verschijnt 4 keer per jaar.
Het eerste nummer verscheen in 1991.